# Pont Enneüs-Heerma
Le pont Enneüs-Heerma (en néerlandais, Enneüs Heermabrug) est un pont aux Pays-Bas, reliant le nouveau quartier d'IJburg, construit sur sept îles artificielles de l'IJ, à l'île de Zeeburg, dans l'arrondissement est d'Amsterdam. L'édifice fut nommé en l'hommage d'Enneüs Heerma, ancien secrétaire d'État démocrate chrétien, et dirigeant de son parti, le CDA.
Réalisé en acier, long de 230 mètres, large de 38 mètres et haut de 26 mètres, le tablier suspendu du pont fait passer une route et la ligne 26 du tramway.
Le pont a été conçu et dessiné par l'architecte Nicholas Grimshaw, sa construction s'est achevée en 2001. Les pignons traditionnels des maisons amstellodamiennes longeant les canaux ont inspiré les arches et les gâbles latéraux du pont, alors que la structure ondulante fait référence à l'eau. L'aspect segmenté se base sur le squelette d'un crabe (architecture bionique). Le manque de profondeur au niveau du pont rendait impossible l'utilisation de grues flottantes pour disposer les arches préassemblées du pont dans leur position pendant la construction. Le problème fut résolu en utilisant des pontons et des grues traînantes.

## Source de la traduction
- (en) Cet article est partiellement ou en totalité issu de l’article de Wikipédia en anglais intitulé « Enneüs Heerma Bridge » (voir la liste des auteurs).